# 1999년 도쿄도지사 선거
1999년 도쿄도지사 선거(일본어: 1999年東京都知事選挙)는 제14회 통일지방선거의 일환으로 1999년 4월 11일에 실시되었다. 선거 결과 환경대신 및 운수대신을 지낸 이시하라 신타로가 당선되었다.

## 개요
이전 지사 스즈키 슌이치가 추진한 정책들의 부작용, 거품 경제 붕괴에 따른 경제 위기, 수도 이전론, 다이옥신으로 대표되는 공해 문제 등이 쟁점화됐다.
재선 출마가 유력시되던 아오시마 유키오 현직 지사가 임기 종료를 앞두고 불출마를 선언하자, 중의원 의원이자 민주당 부대표였던 하토야마 구니오가 민주당을 탈당한 뒤 의원직을 사퇴하며 도지사 출마를 선언했고, 아오시마는 하토야마를 자신의 후계자로 인정했다.
자유민주당은 당초 중의원 의원으로 자민당 도쿄도 지역 간사장을 맡고 있던 가키자와 고지를 후보로 옹립하기로 했으나, 당시 자민당 간사장이었던 모리 요시로가 "공명당이 지지하기 쉬운 후보를 옹립하자"는 주장을 내세우자 유엔 사무차장을 지낸 아카시 야스시를 옹립하게 된다. 이것은 공명당을 연정에 끌어들여 자공 연립 정권을 구성해 공명당과의 선거 협력을 더 확실히 하기 위한 포석이었다. 그러자 가키자와가 이와 같은 당의 결정에 반발하여 중의원 의원직을 사임하고 도지사 출마를 강행하였고, 당 지도부는 가키자와를 제명하였다.
한편 도쿄 대학 조교수로 홋카이도 지사 선거 출마가 거론되고 있던 마스조에 요이치도 자민당 일부 정파의 지원을 받아 무소속으로 도쿄도지사에 출마하게 된다. 전직 참의원 의원으로 다이쇼 대학 객원 교수였던 노즈에 진페이도 한때 출마 움직임을 보였으나 포기하고 마스조에 지지를 선언했다.
TBS 드라마 "3학년 B반 긴파치선생"의 모델이 된 전직 중학교 교사로, 전직 전국노동조합총연합 의장인 미카미 미쓰루도 시민 단체의 지원을 받아 일본공산당의 추천으로 입후보했다. 한편 민주당의 등장으로 당세가 크게 위축된 사회민주당은 후보 공천은커녕 추천조차 하지 못했다.
선거 고시일이 임박하여 각 후보 모두 선거전을 준비하던 중, 1995년 4월 중의원 의원직을 사퇴한 이후 잠시 정계에서 벗어나 있던 이시하라 신타로가 돌연 선거 출마를 선언했다. 따라서 보수 진영에서는 이시하라 신타로, 마스조에 요이치, 아카시 야스시, 가키자와 고지 등 후보 4명이 난립하는 상황이 되었다.
또한 이외에도 여러 무소속 후보가 난립해, 도도부현 지사 선거로서는 사상 최다인 19명이 입후보했다.
이번 도지사 선거에 출마하기 위해 하토야마 구니오, 가키자와 고지가 중의원 의원직에서 사임함에 따라, 각각 하토야마와 가키자와의 지역구였던 도쿄도 제2구, 도쿄도 제15구에 대한 보궐선거도 이날 함께 실시되었다.

## 선거 결과
| 1999년 도쿄도지사 선거                                     |                        |             |             |                  |                  |                                                     |
| 선거일: 1999년 4월 11일유권자수: 9,521,120명투표율: 57.87% |                        |             |             |                  |                  |                                                     |
| 후보                                                       | 후보                   | 정당        | 득표        | 득표율           | 당락             | 비고                                                |
|                                                            | 이시하라 신타로        | 무소속      | 1,664,558표 | 30.47%           | 당선             | 지원: 자유민주당 일부                               |
|                                                            | 하토야마 구니오        | 무소속      | 851,130표   | 15.58%           |                  | 추천: 민주당 / 지원: 도쿄 생활자 네트워크, 개혁클럽 |
|                                                            | 마스조에 요이치        | 무소속      | 836,104표   | 15.30%           |                  | 지원: 자유민주당 일부                               |
|                                                            | 아카시 야스시          | 무소속      | 690,308표   | 12.63%           |                  | 추천: 자유민주당 일부, 공명당                       |
|                                                            | 미카미 미쓰루          | 무소속      | 661,881표   | 12.11%           |                  | 추천: 일본공산당                                    |
|                                                            | 가키자와 고지          | 무소속      | 632,054표   | 11.57%           |                  | 지원: 자유민주당 일부                               |
|                                                            | 나카마쓰 요시로        | 무소속      | 100,123표   | 1.83%            |                  |                                                     |
|                                                            | 미야자키 요시후미      | 무소속      | 5,076표     | 0.09%            |                  |                                                     |
|                                                            | 가와카미 도시오        | 무소속      | 4,733표     | 0.09%            |                  |                                                     |
|                                                            | 하시바 세이조 히데요시 | 무소속      | 2,894표     | 0.05%            |                  |                                                     |
|                                                            | 사토 분지              | 21세기의 별 | 2,357표     | 0.04%            |                  |                                                     |
|                                                            | 스즈키 쇼지            | 무소속      | 2,240표     | 0.04%            |                  |                                                     |
|                                                            | 이시다 가즈오          | 무소속      | 2,031표     | 0.04%            |                  |                                                     |
|                                                            | 오야마 신이치          | 무소속      | 1,985표     | 0.04%            |                  |                                                     |
|                                                            | 스즈키 히로유키        | 무소속      | 1,968표     | 0.04%            |                  |                                                     |
|                                                            | 나카가와 히데키        | 무소속      | 1,576표     | 0.03%            |                  |                                                     |
|                                                            | 오아미 요시아키        | 무소속      | 1,347표     | 0.02%            |                  |                                                     |
|                                                            | 쓰다 노부아키          | 무소속      | 802표       | 0.01%            |                  |                                                     |
|                                                            | 다테오카 쇼이치        | 무소속      | 599표       | 0.01%            |                  |                                                     |
| 합계                                                       | 합계                   | 합계        | 5,463,766표 | 무효표: 46,276표 | 무효표: 46,276표 | 무효표: 46,276표                                    |